# Moonbathers
Moonbathers es el quinto álbum de estudio de la banda de metal sinfónico neerlandesa Delain. Fue publicado mundialmente el 26 de agosto de 2016. 
Contiene sólo una participación especial de Alissa White-Gluz (Arch Enemy, ex-The Agonist). Es el primer álbum de estudio con Ruben Israel (Lesoir) en la batería y Merel Bechtold (MaYaN, Purest of Pain, Karmaflow) en la guitarra.

## Estructura e inspiración
De acuerdo con la vocalista Charlotte Wessels, las letras del álbum tienen una temática sobre la muerte. Esto fue involuntario y sólo se dio cuenta de ello tras revisar las letras que había escrito. Wessels ha dicho que el título del álbum proviene de la idea que "incluso en un lugar oscuro,  también puede haber algo de consuelo."
- "Hands of Gold" fue descrita por Wessels como un collage de las películas y los libros que había visto y leído recientemente; contiene fragmentos del poema "Balada de la Cárcel de Reading" de Oscar Wilde.[2]

- "The Glory and the Scum", llamada en un inicio Claw Finger, está inspirada en el libro The Better Angels of Our Nature de Stephen Pinker que es una historia sobre la violencia en la humanidad, cuya conclusión general es que la humanidad vive en uno de los momentos más pacíficos de la historia: "conseguí este libro por un amigo cuando me sentía realmente deprimida debido a toda la violencia en el mundo; dijo que me haría sentir mejor", comentó Wessels.[2]

- "Suckerpunch" trata de la lucha interna con nuestros propios demonios, aunque está escrita como si se tratara de una "ruptura amorosa".[2]

- "Chrysalis - The Last Breath", en un inicio se llamaría sólo The Last Breath, fue escrita a petición de un director de cine para un guion que tenía. Charlotte comentó que fue una canción difícil de escribir debido a la temática tan depresiva del guion: "no puedo decir mucho acerca de la película, pero es sobre una adolescente que lidia con cierto estrés emocional con el que pude establecer una conexión."[2]

- En "Pendulum", al igual que en "The Glory and the Scum", Wessels realizó los guturales. Es un track sobre querer lentificar el paso del tiempo de vez en cuando.[2]

- "Danse Macabre" también fue inspirada en el guion de una película, básicamente es un filme de horror adolescente: "el punto de esta canción es que ella (la protagonista) mira directamente a los ojos a la muerte, diciendo: 'un día, pero no hoy'."[2]
- Scandal es un cover de Queen.

- "Turn the Lights Out" fue inspirada por los cómics de DC  "The Sandman" por Neil Gaiman, específicamente en el personaje Death.[2] Tanto Suckerpunch como Turn the Lights Out fueron publicadas anteriormente en Lunar Prelude.

- "The Monarch" (la Monarca), es la resolución de los conflictos planteados en Chrysalis - The Last Breath: "por ello le di a The Last Breath, el subtítulo de Chrysalis (crisálida) porque trata la transformación. La Monarca es su forma definitiva", dijo Wessels.[2]

## Lista de canciones
| Moonbathers |                                               |                                                       |          |  |
| N.º         | Título                                        | Escritor(es)                                          | Duración |  |
| 1.          | «Hands of Gold» (featuring Alissa White-Gluz) | Charlotte Wessels, Guus Eikens, Martijn Westerholt    | 5:10     |  |
| 2.          | «The Glory and the Scum»                      | Wessels, Eikens, Westerholt                           | 4:04     |  |
| 3.          | «Suckerpunch»                                 | Wessels, Eikens, Hendrik Jan de Jong, Westerholt      | 4:10     |  |
| 4.          | «The Hurricane»                               | Wessels, Eikens, Westerholt                           | 3:45     |  |
| 5.          | «Chrysalis - The Last Breath»                 | Wessels, Eikens, Westerholt                           | 5:26     |  |
| 6.          | «Fire With Fire»                              | Wessels, Eikens, Westerholt                           | 4:09     |  |
| 7.          | «Pendulum»                                    | Wessels, Eikens, Westerholt                           | 3:42     |  |
| 8.          | «Danse Macabre»                               | Wessels, Eikens, Westerholt                           | 5:07     |  |
| 9.          | «Scandal» (Queen cover)                       | Brian May, Freddie Mercury, John Deacon, Roger Taylor | 4:04     |  |
| 10.         | «Turn the Lights Out»                         | Wessels, Eikens, de Jong, Westerholt, Timo Somers     | 4:15     |  |
| 11.         | «The Monarch»                                 | Wessels, Eikens, Westerholt                           | 3:40     |  |
| 47:24       |                                               |                                                       |          |  |

| Bonus CD |                                                    |                                              |          |  |
| N.º      | Título                                             | Escritor(es)                                 | Duración |  |
| 1.       | «Suckerpunch» (Live in the Netherlands)            | Wessels, Eikens, de Jong, Westerholt         | 4:22     |  |
| 2.       | «Turn the Lights Out» (Live in the Netherlands)    | Wessels, Eikens, de Jong, Westerholt, Somers | 4:42     |  |
| 3.       | «The Glory and the Scum» (Live in the Netherlands) | Wessels, Eikens, Westerholt                  | 4:23     |  |
| 4.       | «Don't Let Go» (Live in the Netherlands)           | Wessels, Eikens, Westerholt                  | 4:18     |  |
| 5.       | «The Glory and the Scum» (Orchestra)               | Wessels, Eikens, Westerholt                  | 2:40     |  |
| 6.       | «Hands of Gold» (Orchestra)                        | Wessels, Eikens, Westerholt                  | 4:57     |  |
| 25:20    |                                                    |                                              |          |  |

## Personal
Delain
- Charlotte Wessels –  Voz limpia y raspada; guturales (2, 7)
- Timo Somers – Guitarra principal , coro
- Merel Bechtold – Guitarra rítmica
- Otto Schimmelpenninck van der Oije – Bajo, guturales
- Martijn Westerholt – Teclados, coro, orquestación, productor
- Ruben Israel – Batería

Músicos adicionales
- Alissa White-Gluz(ex-The Agonist, Arch Enemy) – vocalista invitada en "Hands of Gold".
- Guus Eikens – Guitarras adicionales
- Hendrik Jan de Jong (Nemesea) – Escritor (3, 10)
- Oliver Philipps – Guitarras adicionales, teclados adicionales
- Mikko P. Mustonen – Orquestación

Producción
- Arno Krabman – Grabación de percusiones
- Bas Trumpie, Imre Beerends – mezclas (10), grabación de percusiones
- Guido Aalbers, Oliver Philipps – Ingenieros vocales
- Fredrik Nordström, Henrik Udd – Mezclas (1 a 9, 11)
- Ted Jensen – Masterización en Sterling Sound, Nueva York
- Glenn Arthur – Portada y pinturas adicionales
- Wendy van den Bogert-Elberse – Diseño
- Sandra Ludewig – fotografía

## Posicionamiento
| Listas (2016)                           | Posición más alta |
| --------------------------------------- | ----------------- |
| Austria (Ö3 Austria)                    | 53                |
| Bélgica (Ultratop flamenca)             | 23                |
| Bélgica (Ultratop valona)               | 37                |
| Países Bajos (Album Top 100)            | 15                |
| Finlandia (Suomen Virallinen Lista)     | 31                |
| Francia (SNEP)                          | 93                |
| Alemania (Media Control Charts)         | 17                |
| Japón (Oricon)                          | 128               |
| Escocia (Scottish Albums Chart)         | 34                |
| Suiza (Schweizer Hitparade)             | 18                |
| Reino Unido (UK Albums Chart)           | 50                |
| Estados Unidos (Top Heatseekers Albums) | 5                 |